# باي تي إم للمدفوعات
باي تي إم بالإنجليزية : Paytm  هي شركة هندية  لأنظمة الدفع للتجارة الإلكترونية و التقنية المالية ، ومقرها في نويدا ، الهند .
يتوفر باي تي إم بـ 11 لغة هندية ويوفر خدمات عبر الإنترنت مثل إعادة شحن الرصيد للجوالات ودفع فواتير الخدمات والسفر والأفلام وحجز التذاكر للأحداث ، وكذلك خدمة الدفع لدى متاجر البقالة ومحلات الفواكه والخضروات والمطاعم ومواقف السيارات ورسوم الهاتف ، والصيدليات والمؤسسات التعليمية مع رمز الاستجابة السريع الخاص ب باي تي إم. رفعت باي بال ومقرها كاليفورنيا دعوى ضد باي تي إم في مكتب العلامات التجارية الهندي لإستخدام شعار مماثل لشعارها في 18 نوفمبر 2016. اعتبارًا من نوفمبر 2019 ، بلغت قيمة باي تي إم 16 مليار دولار وتخطط لإطلاق اكتتابها العام في عام 2022.
حسب الشركة ، يستخدم أكثر من 7 ملايين تاجر في جميع أنحاء الهند رمز الاستجابة السريعة التي تدعمه لقبول المدفوعات مباشرة في حساباتهم المصرفية. وتستخدم الشركة أيضًا الإعلانات والمحتوى الترويجي المدفوع لتوليد الإيرادات.

## التاريخ

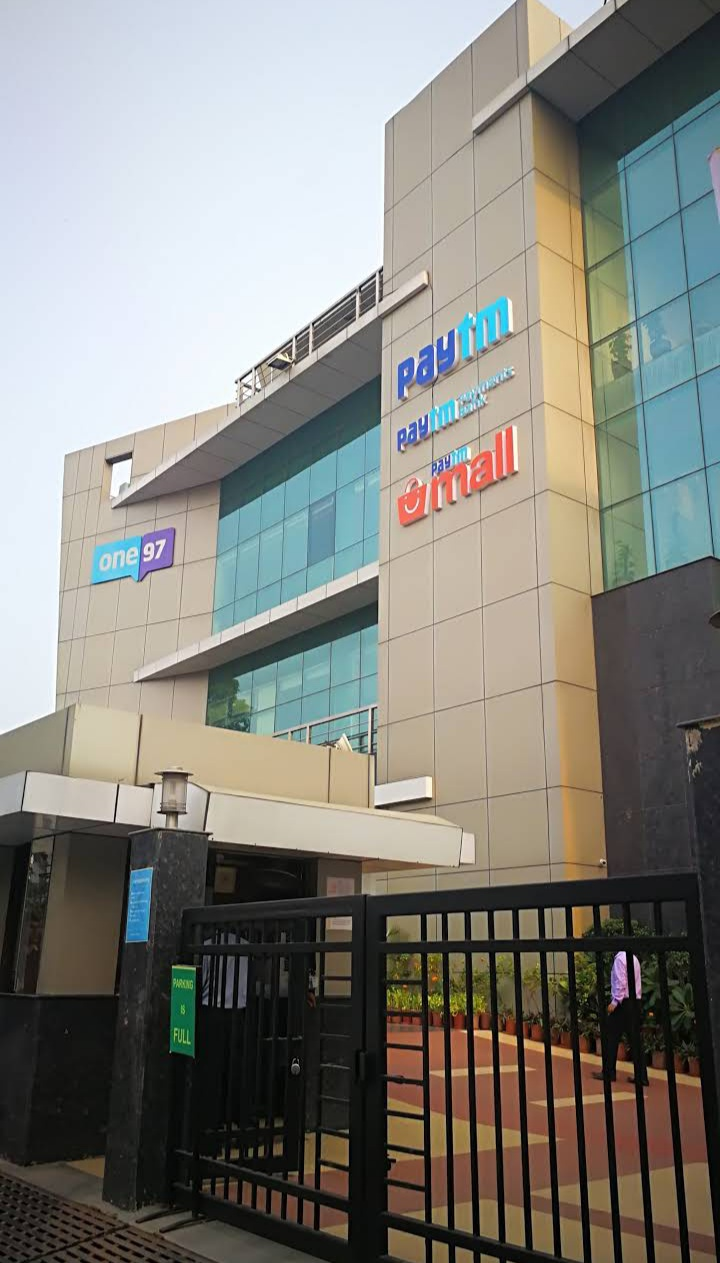
مقر باي تي إم في نويدا ، الهند

تأسست باي تي إم في أغسطس 2010 باستثمار أولي بقيمة 2 مليون دولار من قبل مؤسسها Vijay Shekhar Sharma في نويدا ، وهي منطقة مجاورة للعاصمة الهندية نيودلهي . بدأ تشغيلها كمنصة دفع مسبق للهاتف المحمول وإعادة شحن الرصيد ، ثم أضافة لاحقًا بطاقة البيانات للإنترنت ، ثم الدفع الشهري لفاتورة الهاتف المحمول والخط الثابت في عام 2013.
بحلول يناير 2014 ، أطلقت الشركة محفظة باي تي إم ، وقد أضافتها سكك الحديد الهندية وأوبر كخيار دفع. بدأت في التجارة الإلكترونية من خلال الصفقات عبر الإنترنت وحجز تذاكر الحافلات . وفي عام 2015 ، كشفت النقاب عن المزيد من الخدمات مثل دفع رسوم التعليم وإعادة شحن بطاقات المترو فواتير الكهرباء والغاز ودفع فواتير المياه. كما بدأ تشغيل بوابة الدفع للسكك الحديدية الهندية.
في عام 2016 ، أطلقت باي تي إم خدمة الدفع لتذاكر الأفلام والفعاليات وحجز تذاكر الملاهي  بالإضافة إلى حجز تذاكر الطيران وخدمة رمز الاستجابة السريعة الخاص بـ باي تي إم. في وقت لاحق من ذلك العام ، أطلقت حجوزات السكك الحديدية  وبطاقات الهدايا.
نمت قاعدة المستخدمين المسجلين لدى باي تي إم من 11.8 مليون في أغسطس 2014 إلى 104 مليون في أغسطس 2015. وقد تجاوزت تجارة السفر الخاصة بها 500 مليون دولار في معدل تشغيل GMV السنوي ، بينما حُجزت مليوني تذكرة شهريًا.
في عام 2017 ، أصبح باي تي إم أول تطبيق دفع في الهند يعبر 100 مليون تنزيل للتطبيق. في العام نفسه ، أطلقت منتج باي تي إم قولد ،  وهو المنتج الذي سمح للمستخدمين بشراء الذهب الخالص عبر الإنترنت حتى لو كان المبلغ 1 روبية. كما أطلقت بنك باي تي إم للمدفوعات   و "Inbox" ، وهي عبارة عن منصة رسائل فورية مزودة بخدمة مدفوعات داخل الدردشة وغيرها من المنتجات. بحلول عام 2018 ، بدأت في السماح للتجار بقبول باي تي إم  عبر بطاقات الدفع مباشرة في حساباتهم المصرفية بتكلفة 0 ٪. كما أطلقت أيضًا تطبيق «باي تي إم للأعمال» والذي يطلق عليه الآن الأعمال مع باي تي إم (Business with Paytm App)، مما يسمح للتجار بتتبع مدفوعاتهم وتسوياتهم اليومية على الفور. أدى ذلك إلى نمو قاعدة تجارتها إلى أكثر من 7 ملايين بحلول مارس 2018.
أطلقت الشركة منتجين جديدين لإدارة الثروات - خطة ذهب باي تي إم (Paytm Gold) للتوفير و هدايا الذهب (Gold Gifting) لستهيل الحصول على المدخرات طويلة الأجل. بدأت في الدخول  للألعاب والاستثمارات ، بشراكة مع AGTech لإطلاق منصة الألعاب المحمولة Gamepind ،  وإنشاء باي تي إم موني (Paytm Money) باستثمار 9 مليارات روبية  لجلب منتجات الاستثمار وإدارة الثروات للهنود.
في مايو 2019 ، عقدت باي تي إم شراكة مع سيتي بنك لإطلاق بطاقات الائتمان 

## التمويل و حصص المساهمين
| المساهمين                | مساهمة |
| ------------------------ | ------ |
| One97 للاتصالات المحدودة | 38.0٪  |
| مجموعة علي بابا          | 42.0٪  |
| سوفت بانك                | 20.0٪  |
| المجموع                  | 100.0٪ |

في أكتوبر 2011 ، استثمرت Sapphire Ventures مبلغ 10 ملايين دولار في One97 Communications Ltd.
One97 Communications ، الشركة التي تمتلك علامة باي تي إم التجارية
في مارس 2015 ، تلقت باي تي إم حصتها الضخمة من شركة التجارة الإلكترونية الصينية مجموعة علي بابا ومقرها هانغتشو ، الصين ، بعد أن حصلت مجموعة Ant Financial Services Group ، وهي شركة تابعة لمجموعة علي بابا ، على 40٪ من أسهم باي تي إم كجزء من اتفاقية إستراتيجية. بعد فترة وجيزة ، تلقت دعما من راتان تاتا ، العضو المنتدب لأبناء تاتا.
في أغسطس 2016 ، جمعت  باي تي إم تمويلًا من شركة Mountain Capital ، أحد صناديق الاستثمار التابعة لـ ميديا تيك ومقرها تايوان بقيمة تزيد على 5 مليارات دولار.
في مايو 2017 ، تلقت  باي تي إم أكبر جولة استثمارية في حصتها من قبل مستثمر واحد - والمستثمر هو مجموعة سوفت بنك التي لديها أيضًا حصة كبيرة في علي بابا ، وبذلك يصل تقييم الشركة إلى ما يقدر بنحو 10 مليارات دولار. في أغسطس 2018 ، استثمرت بيركشاير هاثاواي 356 مليون دولار لحصة 3 ٪ - 4 ٪ في  باي تي إم ،  على الرغم من أن بيركشاير هاثاواي أكدت أن وارن بافيت لم يشارك في الصفقة.
في 25 نوفمبر 2019 ، جمعت  باي تي إم  مليار دولار في جولة تمويل بقيادة مدير الأصول الأمريكي T Rowe Price إلى جانب المستثمرين الحاليين Ant Financial و رؤية سوفت بنك.

## الاستثمارات والاستحواذ
في عام 2013 ، استحوذت باي تي إم على Plustxt بأقل من مليوني دولار. بدأت Plustxt من قبل خريجي معهد التكنولوجيا الهندي Pratyush Prasanna و Parag Arora و Lokesh Chauhan و Lohit V
و سمحت Plustxt بالرسائل النصية السريعة في أي لغة هندية.
في عام 2015 ، استثمرت  باي تي إم 5 ملايين دولار في شركة Jugnoo للتوصيل فائق السرعة. كان الغرض من هذا الإستثمار هو تمكين Jugnoo من توسيع نطاق عملياتها في جميع أنحاء البلاد ، وتحسين كفاءة السائقين. كما استحوذت على منصة مقرها دلهي للتنبؤ بسلوك المستهلك اسمها (Shifu)  واستحوذت على شركة ناشئة للخدمات المحلية وهي Near.in.
في عام 2016 ، استثمرت باي تي إم في الشركات الناشئة LogiNext و XpressBees.
في أبريل 2017 ، استثمرت باي تي إم في شركة ناشئة للرعاية الصحية وهي QorQL  التي تستخدم الذكاء الاصطناعي (AI) والبيانات الضخمة لمساعدة الأطباء على تحسين إنتاجيتهم وجودة الرعاية ، وتمكين المرضى من إدارة صحتهم بشكل أفضل. في يوليو 2017 ، استحوذت على حصة أغلبية في منصة التذاكر والفعاليات عبر الإنترنت Insider.in ،  بدعم من شركة إدارة الأحداث Only Much Louder (OML) والشركة الناشئة لبرامج الولاء عبر الهاتف المحمول MobiQuest. وفي نفس العام ، استحوذت باي تي إم على Little & Nearbuy ، ودمجت كلاهما.
في يونيو 2018 ، استحوذت على شركة ناشئة وهي Cube26.

## الرعاية
في يوليو 2015 ، حصلت One97 Communications ، الشركة التي تمتلك علامة باي تي إم التجارية  ، على حقوق رعاية الملكية لمباريات الكريكيت الهندية والمباريات الدولية في الهند لمدة أربع سنوات تبدأ في أغسطس 2015. تشمل الحقوق العلامة التجارية للراعي لسلسلة مع شعار الراعي الرئيسي ، والتسمية كراع الموسم ، وحق ظهور العلامة في الملعب ، وحقوق رعاية البث. وهذا يشمل أيضًا جميع مباريات BCCI المحلية ( رانجي تروفي ، دوليب تروفي ، إلخ) في الهند.
في السابق ، كانت باي تي إم قد حصلت على حقوق رعاية خلال الموسم الثامن من الدوري الهندي الممتاز . وقد عملت أيضًا كراعٍ مشارك على شبكة تلفزيون سوني (التي لديها حقوق البث التلفزيوني لـ IPL) وكانت الشريك الرسمي لفريق IPL Mumbai Indians . في مارس 2018 ، أصبحت باي تي إم شريك Umpire لـ IPL لمدة خمس سنوات.

## باي تي إم  بنك المدفوعات
في أغسطس 2015 ، تلقت باي تي إم رخصة من بنك الاحتياطي الهندي لإطلاق بنك المدفوعات. بنك باي تي إم للمدفوعات ( Paytm Payments) هو كيان منفصل حيث يمتلك المؤسس فيجاي شيخار شارما 51٪ من أسهمه ، و شركة One97 Communications تملك 39٪ و 10٪ ستتملكه شركة تابعة لـ One97 و شارما. تم افتتاح البنك رسمياً في نوفمبر 2017 من قبل وزير المالية الهندي ، آرون جايتلي . وحضر حفل الافتتاح شخصيات مصرفية بارزة بما في ذلك المدير التنفيذي السابق لبنك الاحتياطي الهندي بي في فاسكار ، ومدير سما كابيتال آش ليلاني ، والمدير السابق لمجموعة شريرام ، جي إس سونداراجان.
كان هدف البنك إطلاق أكثر من 100.000 منفذ مصرفي في جميع أنحاء الهند بحلول نهاية عام 2018. ومع ذلك ، لم تصل فروع البنك حتى بضعة مئات.
عين بنك باي تي إم للمدفوعات ، المخضرم ساتيش كومار غوبتا مديراً إدارياً جديداً ورئيساً تنفيذياً له.

## مجمع باي تي إم
في فبراير 2017 ، أطلقت  باي تي إم تطبيق  باي تي إم مول ، والذي يسمح للمستهلكين بالتسوق من 140,000 بائعًا مسجلًا.  باي تي إم مول (Paytm Mall) هو نموذج (بائع لعميل) مستوحى من طراز أكبر منصة بيع بالتجزئة في الصين TMall. بالنسبة إلى 140,000 بائعًا مسجلًا ، يجب أن تمر المنتجات عبر المستودعات والقنوات المعتمدة من  باي تي إم لضمان ثقة المستهلك. أقامت باي تي إم مول  17 مركزًا للتنفيذ في جميع أنحاء الهند وشاركت مع أكثر من 40 من شركات البريد السريع. جمعت باي تي إم مول 200 مليون دولار من مجموعة علي بابا و SAIF Partners في مارس 2018. في شهر مايو من عام 2018 ، سجلت الشركة خسارة تقارب 253 مليون دولار بإيرادات بلغت مايقرب من 105 مليون دولار للسنة المالية 2018. بالإضافة إلى ذلك ، انخفضت حصة سوق باي تي إم مول إلى 3 بالمائة في عام 2018 من 5.6 بالمائة في عام 2017.

## الخلافات
في أيار (مايو) 2018 ، أصدرت وكالة التحقيقات الهندية Cobrapost شريط فيديو عن لقاء مراسل سري مع نائب رئيس باي تي إم ، أجاي شيخار شارما ، وهو شقيق فيجاي شيخار شارما. خلال الاجتماع ، ذكر أن الشركة زودت الحكومة الهندية بالبيانات الشخصية لمستخدمي باي تي إم في ولاية جامو وكشمير الهندية من خلال انتهاك خصوصية المستخدم وسياساته. وكان هذا الفيديو رائجا على شبكة الإنترنت ، خلال ذلك اليوم. في وقت لاحق ، ذكرت بزفيد أن شارما له علاقات وثيقة مع حزب بهارتيا جاناتا الحاكم في الهند. في هذه الأثناء ، ردت الشركة عبر تغريدة على موقع تويتر أنها لم تشارك بيانات المستخدم مطلقًا مع أطراف ثالثة ، حيث رفضت مرة أخرى محتويات الفيديو وذكرت أنها لم تتلق مطلقًا طلبات من السلطات الهندية. ذكرت باي تي إم أيضًا أن أي شخص يدعي تسريب معلومات للسلطات «ليس على دراية بالسياسة ولا يحق له التحدث بالنيابة عن الشركة».

## الجوائز والتقدير
- جائزة الشركة الناشئة المتميزة للعام 2016 في جوائز فوربس للقيادة  [66]

## روابط خارجية
- الموقع الرسمي